# 厚木市
厚木市（あつぎし）は、日本の神奈川県の内陸に位置する市。神奈川県央の拠点都市である。1955年（昭和30年）に市制を施行した。人口は約22.4万人。

## 概要
第4次首都圏基本計画（1986年決定）では首都圏の業務核都市に位置づけられ、2002年4月1日付けで特例市（現在は「施行時特例市」）に指定されている。
多くの工場、研究所、国・県などの出先機関が立地する産業都市であり、2010年の昼夜人口比率は114.9%である。これは全国で16位、東京のベッドタウンとしての性質が強い神奈川県内では1位であり、通勤・通学者の流入が多い産業都市であることを示している。神奈川県内の市では唯一、昼夜間人口比率が100を上回っている（政令指定都市の横浜市・川崎市・相模原市はいずれも100を下回る）。市内に本社を置くソニーセミコンダクタソリューションズ（ソニーグループの半導体・電子部品メーカー）は神奈川県内において日産自動車（横浜市西区）、いすゞ自動車（同）に次ぐ売上を誇る地元の有力企業である。
1980年代中期以降は「ニューメディア都市構想」の一環として、市役所、鉄道駅構内、図書館など、市内の公共施設にキャプテンシステム街頭端末の設置や、そこから転じたインターネットを利用した公共サービス電子化などの先進的試みをいくつか実施してきた地方自治体でもある。
市内の中心駅である小田急線の本厚木駅は特急ロマンスカーの一部停車駅であり、駅前には多くのオフィスビル、商業施設、マンションが林立する県央地域随一の繁華街である。一方、北部を中心に農業地帯や山地を有している。七沢地区は大山、鐘ヶ嶽方面への登山口となっているほか、市内には飯山白山、鳶尾山、高松山などのハイキングコースや、アルカリ性が高く美肌の湯として知られる七沢温泉、飯山温泉など複数の温泉が所在している。百貨店・大型商業施設の閉店や大学キャンパスの撤退があった厚木市に対して、隣接する海老名市が海老名駅前再開発により2010年代後半には商業地や住宅地として急速に発展したため、神奈川県央地域における厚木市や中心駅の本厚木駅の相対的地位は、かつてより低下しつつある。
2022年時点で、財政力指数が神奈川県内の市で1位。恵まれた財源を活かし、子育て支援に力を入れており、中学校卒業までの子どもの医療費無料化など様々な取り組みの結果「共働き子育てしやすい街ランキング2021」では県内1位・全国5位 を獲得している。また、2023年10月からは高校卒業までの子どもの医療費が所得制限なしで無料化された。

## 地理・地勢

### 地理

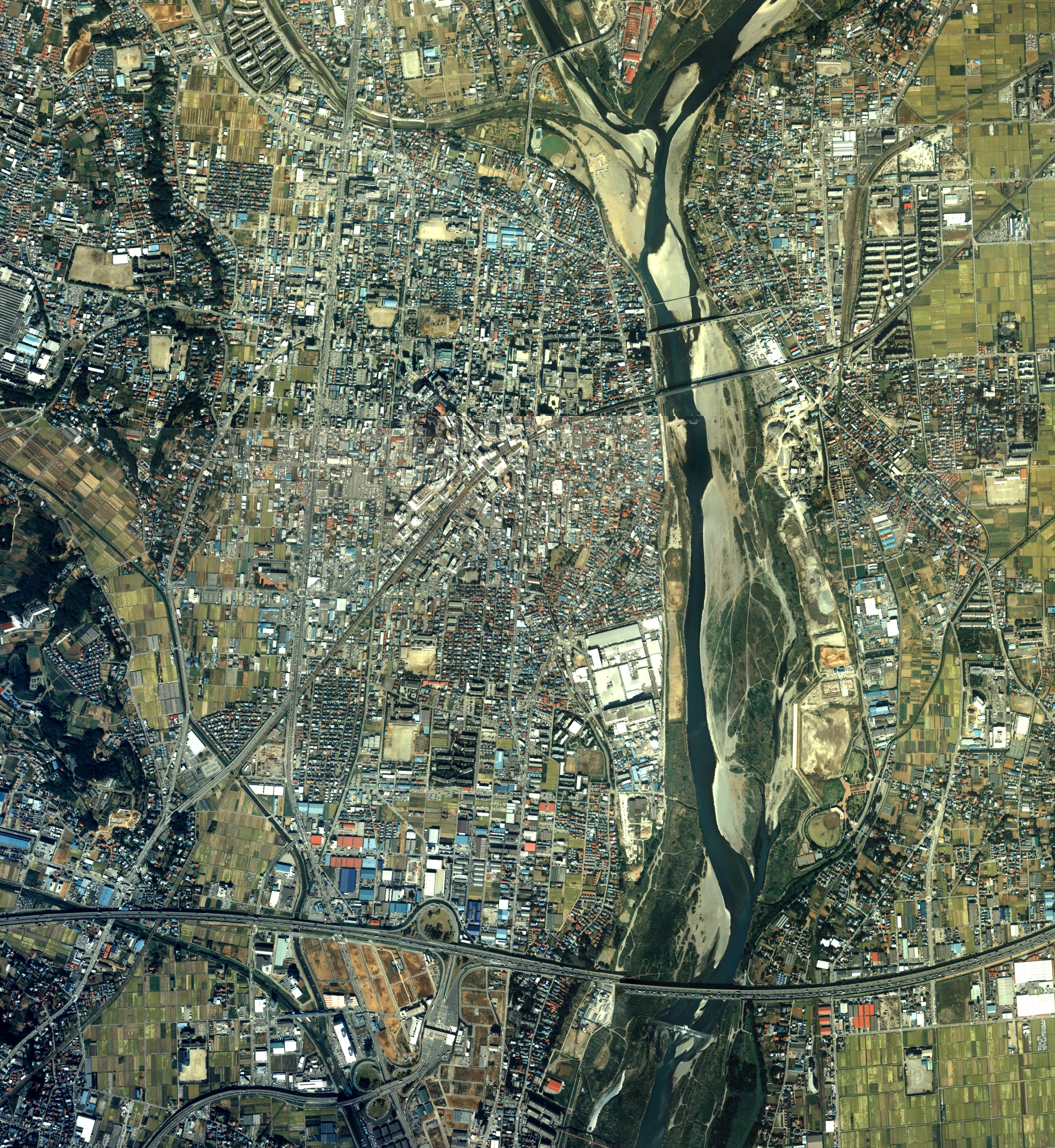
厚木市中心部周辺の空中写真。市街地東方に隣接して相模川が北から南へ流れる。市街地南方に東名高速道路厚木インターチェンジ。
1988年撮影の6枚を合成作成。。

厚木市は神奈川県のほぼ中央にあり、市域は扇形で、山中湖を源とする相模川右岸の洪積台地と洪積平野を含む。西北部は丹沢山塊に連なる丘陵地帯で、そこから東西に平野が開けており、市街地は三河川の合流点の右岸に位置している。市域は相模川河口のある湘南海岸から北に約14kmの内陸部にある。
東京・横浜からはそれぞれ直線距離約46km、32kmに位置している。本厚木駅から東京都心までは小田急小田原線の特急ロマンスカーで約45分（通勤時間帯はモーニングウェイ利用で約50分）、快速急行で日中約48分（通勤時間帯:新宿までは56分）、急行で約55分、各駅停車で約1時間半かかる。本厚木駅より東京メトロ千代田線直通の準急列車、新宿駅へ向かう各駅停車の多くが始発駅となっている。
海老名市、座間市、相模原市との境界を流れる相模川に、東丹沢山地を源とする中津川・小鮎川が市の中央部で合流し、市の南部では玉川が合流している（ただし現在の玉川は河川改修による人工河川であり、かつては平塚市内で花水川に合流していた）。そのため、河川による侵食地形が複数形成され、市南西部から北東部に向かう間に台地と侵食盆地が交互にあらわれる。市の北東界では、依知台地が終端から相模川を挟んで相対する相模原台地が望める。
相模川は当市付近で中流地形から下流地形に移行し、河口へ向けて沖積平野を形成する。流路に沿って自然堤防が発達しており、厚木町旧市街地や岡田の旧集落がその上に立地している。市西部には伊勢原断層が所在している。本厚木駅周辺はかつては稲作が盛んであり水田が拡がっていた。中心市街域の急速な整備拡大により水田が埋め立てられ都市開発されたため、1970年代以降は地盤沈下が深刻な問題になっていた。

### 地勢
古来この地域は交通の要衝として知られ、津久井 - 平塚間の中間交易や、大山街道中途の大山詣の宿場町として発展した。そのため元来仲卸業者が多く、旧厚木町市街地域には問屋街が形成されていた。かつては水運も盛んで、相模川を利用した河川交通の要衝でもあった。厚木の名の由来は、川沿いに木材の集散地があったことから「アツメギ」がアツギに転訛したとする説がある。このことを背景に、江戸時代中期の享保年間以降、相模国内の愛甲郡や高座郡などに飛地領を有していた下野烏山藩が厚木に陣屋（厚木役所）を置き、飛地領支配の拠点とした。明治以降も相模国および神奈川県央部における商業・交通の中心として栄えた。
現在でも県央地域の物流拠点となっており、東名高速道路や小田原厚木道路、圏央道のインターチェンジや、国道129号、国道246号、国道412号などの主要国道が存在し、またそれぞれにバイパス道路が整備されている。また、国道129号・246号・412号の重複区間となる大和厚木バイパスは市中心部商業地域（旧厚木町）とその他の西部地域とを分断する形で存在している。
2014年に圏央道の東名高速道路 - 中央自動車道間が開通したことに伴い、急速な都市化により激化していた市内の交通渋滞は一定の緩和を見せているほか、同道路の開通に伴う高速道路の利便性向上により、大型物流施設の進出が相次いでいる。
大学・短期大学が多い街であり、小田急小田原線沿線にある大学・短期大学の学生が集まる街でもある。市内の鉄道駅は小田急電鉄の本厚木駅および愛甲石田駅（伊勢原市にも跨る）の2駅だけであるが、本厚木駅周辺は高度に開発されており、同駅には特急ロマンスカー（座席指定制の有料特急）の総本数の半数以上が停車する。

### 地形
市は森林セラピー基地に認定されている。
- 山：大山、華厳山、高取山、鳶尾山、鐘ヶ嶽、高松山、日向山
- 河川：相模川水系
  - 一級河川（神奈川県管理、一部は神奈川県厚木土木事務所許認可指導課管理）6河川

相模川・中津川・荻野川・小鮎川・玉川・細田川
  - 準用河川（厚木市河川ふれあい課管理）3河川

恩曽川・善明川・山際川
  - 普通河川（厚木市河川ふれあい課管理、一部は下水道施設課管理）23河川

真弓川・蟹渕川・田尻川・北久保川・荒井川・王子川・清田谷川・仲田川・大平川・横林川・岩坂堀・筧ヶ沢・阿弥陀川・干無川・野竹沢川・市道川・竹ノ花排水・深沢（峰岸川）・谷戸川・久保屋敷川・上村川・堀合川・岩田堀
山際川と恩曽川の一部は普通河川扱いとなる、また、上記以外の厚木市が把握、管理(市による河川の定義が無い為)していない河川も存在し、地域住民が管理し愛称などで呼ばれている。

### 厚木の名称利用
比較的古い時期から県央の中心都市として発展した地域であるため、それにあやかって「厚木」「アツギ」「あつぎ」「ATSUGI」などを名称に冠する企業・組織・施設も多いが、そのいくつかは厚木市内に所在せず登記もされていない。その一例として以下が挙げられる。
- 厚木駅 - 海老名市（経緯は厚木駅#歴史を参照）

小田急小田原線相模厚木駅が「本来の厚木」の意味で「本厚木駅」へ改称された。
- 在日米軍厚木基地 - 綾瀬市・大和市
- アツギ本社（旧社名：厚木ナイロン工業） - 海老名市（創業も海老名市）
- 内陸工業団地の愛川町域内の事業所 - ヤマト運輸厚木ゲートウェイベース、MFLP厚木、GLP厚木（厚木IIも伊勢原市)、牧野フライス製作所厚木事業所、など
- そのほか厚木市外の事業所 - 雪印メグミルク厚木マーガリン工場（海老名市）、名鉄NX運輸厚木支店（伊勢原市）、東罐興業厚木工場（綾瀬市）、など

### 隣接している自治体・行政区
伊勢原市、海老名市、相模原市（中央区、南区）、座間市、秦野市、平塚市、愛甲郡愛川町、愛甲郡清川村、高座郡寒川町

## 歴史

### 中世
当市域から愛川町南東部にかけて、毛利荘（もりのしょう）が置かれた。平安末期、毛利荘は源義家の息子・義隆の所領となった。鎌倉時代初期には、毛利景行の所領となっていたが、景行は和田合戦に参加して敗北し、領地は鎌倉幕府に没収されたと考えられる。
その後、幕府の政所初代別当（長官）となった大江広元の所領となり、広元の四男・季光が毛利氏を名乗る。鎌倉時代末期から南北朝時代初期にかけて、毛利氏は本拠地を安芸国高田郡吉田荘（現在の広島県安芸高田市吉田町）に移し、戦国大名・近世大名に成長する。
毛利氏の領国換後、毛利荘は安達義景の所領となったと推定される。霜月騒動後は、得宗領となったと考えられる。

### 近世
江戸時代、当市域は幕府領（天領）・旗本支配地・藩領に細分された。時期が下るにつれて支配関係はより錯綜したものとなり、幕末の段階では市域内に存在した村のほとんどが複数の領主により支配される相給となっていた。
江戸時代後期、厚木村が下野烏山藩（大久保氏）の支配となり、相模国内の同藩飛地領を支配する陣屋が置かれる（厚木役所）。また、相模小田原藩（大久保氏）支藩の陣屋が中荻野村に置かれていた（荻野山中藩・大久保氏）。さらに幕末の段階で下総佐倉藩堀田氏、武蔵金沢藩（のち六浦藩）米倉氏、相模小田原藩が現市域内に領地を持っていた。

### 近代
- 1868年 - 徳川氏の駿府入封により荻野山中藩が支配していた駿河国内の領地の代替地として、当市域内の旧幕府領・旗本支配地の多くが同藩領となる。
- 1867年（慶応3年） - 当時の支配は以下の通り（村名の後の○は他の領主との相給であることを示す）。
  - 下野烏山藩： 厚木村、林村○、下川入村○、飯山村○、温水村（ぬるみず）○、岡田村（うち下岡田村、上岡田村）、上荻野村
  - 下総佐倉藩： 長谷村○、船子村○、上落合村○
  - 武蔵金沢藩： 下津古久村○
  - 相模小田原藩： 小野村○、戸田村○、下津古久村○
  - 相模荻野山中藩： 中荻野村、下荻野村、三田村、妻田村
  - 幕府領・旗本支配地： ※林村○、※下川入村○、※及川村○、※棚沢村○、飯山村○、※上古沢村○、※下古沢村、七沢村○、小野村○、岡津古久村○、※温水村○、長谷村○、※愛名村○、※愛甲村○、※恩名村○、※船子村○、※戸室村○、※山際村○、※上依知村○、中依知村○、下依知村○、金田村、※関口村○、※猿ヶ島村○、戸田村○、長沼村○、酒井村○、上落合村○、岡田村○、下津古久村○（※は1868年に荻野山中藩領となった村）
- 1868年 - 旧旗本支配地が神奈川県に属する。
- 1871年7月 - 廃藩置県により旧荻野山中藩領が荻野山中県となり、中荻野村の旧陣屋が同県の県庁とされる。また旧烏山藩領は烏山県、旧佐倉藩領は佐倉県、旧六浦藩領は六浦県となる。
- 1871年11月 - 荻野山中県、烏山県、佐倉県、六浦県および神奈川県から足柄県に統合される。
- 1876年4月 - 足柄県から神奈川県となる。

### 現代
- 1889年4月1日
  - 町制施行により厚木町が発足、愛甲郡役所が置かれる。
  - 依知村（山際村+中依知村+上依知村+下依知村+金田村+関口村+猿ヶ島村）・荻野村（上荻野村+中荻野村+下荻野村）・三田村・棚沢村・下川入村・妻田村・及川村・林村・小鮎村（飯山村+上古沢村+下古沢村）・玉川村（七沢村+小野村+岡津古久村）・南毛利村（温水村+長谷村+愛名村+愛甲村+恩名村+船子村+戸室村）が発足。
- 1927年4月1日 - 小田急小田原線が開通、現在の市域内に相模厚木駅（現：本厚木駅）と愛甲石田駅が開業。
- 1946年6月1日 - 三田村・棚沢村・下川入村・妻田村・及川村・林村が合併し、睦合村となる。
- 1955年2月1日 - 厚木町・睦合村・小鮎村・玉川村・南毛利村の1町4村が合併して市制施行し、厚木市が発足。相模大橋が開通。
- 1955年7月8日 - 依知村、中郡相川村を編入する。
- 1956年9月30日 - 荻野村を編入する。
- 1962年 - 人口50,000人突破。
- 1968年 - 本厚木駅前に長崎屋厚木店が10月に開店（2002年1月閉店）
- 1969年 - 東名厚木インターが6月10日に開設。本厚木駅前に丸井厚木店が8月に開店、忠実屋厚木店が11月11日に開店。
- 1973年 - 人口100,000人突破。
- 1975年5月15日 - イトーヨーカドー厚木店が開店（2017年2月19日閉店）[9]。
- 1976年 - 本厚木駅の立体化工事が完成。
- 1978年11月2日 - 厚木市文化会館が開館。
- 1981年 - 人口150,000人突破、ダックシティ厚木（現：イオン厚木店）が開店。
- 1982年 - 本厚木ミロードが3月20日に開店、青山学院大学厚木キャンパスが開設（2003年に閉鎖）。防災行政無線運用開始（4月2日より）。
- 1984年 - 中町地下道、厚木バスセンターが完成、厚木シティプラザ開設、昭和音楽大学が開学（2007年に新百合ヶ丘に移転）。
- 1985年 - 厚木シティプラザ内に厚木市子ども科学館（現：神奈川工科大学厚木市子ども科学館）、厚木市ヤングコミュニティセンターが開設。
- 1987年 - 市制30周年記念市民歌「厚木讃歌」（作詞・中村千栄子、作曲・石井歓）を発表。七沢自然教室（現：七沢自然ふれあいセンター）が開設、愛甲石田駅の橋上駅舎が完成。
- 1990年4月1日 - 七沢森林公園が開園。
- 1991年 - 人口200,000人突破。
- 1992年4月 - 座架依橋が開通。
- 1994年3月25日 - 厚木パルコが開店（2008年2月24日閉店）。
- 1996年 - あゆみ橋が2月1日に開通、国道412号バイパス（上荻野バイパス）が全通。あゆみ橋が開通する前は、通称「もぐり橋」があった。
- 1997年4月 - 厚木中央公園が開園。
- 2000年 - ぼうさいの丘公園が開園。
- 2002年4月1日 - 特例市となる。
- 2003年4月1日 - 厚木市立病院を開設（神奈川県から県立厚木病院の建物を譲渡され開院）。
- 2005年 - 市制施行50周年を記念し、本厚木駅北口広場にモニュメント時計「アユポ」設置。
- 2008年 - 第3回B-1グランプリで、厚木市の厚木シロコロ・ホルモンがグランプリを受賞。
- 2010年 - 第5回B-1グランプリ開催（開場：イトーヨーカドー厚木店駐車場、厚木野球場）。
- 2013年3月30日 - 圏央厚木インターチェンジが開設。
- 2014年4月26日 - 厚木パルコ跡地にアミューあつぎが開店。
- 2018年1月28日 - 厚木南インターチェンジが開設。
- 2019年1月27日 - あつぎ郷土博物館が開館（旧郷土資料館は閉館）。
- 2019年3月27日 - イトーヨーカドー厚木店跡地（駐車場部分）に「イトーヨーカドー食品館厚木店」が再出店[9]。
- 2020年9月26日 - 厚木PAスマートインターチェンジが開設[10]。
- 2022年11月1日 - 県が厚木市内の繁華街のうち旭町1丁目、泉町、中町2丁目、同3丁目および同4丁目を暴力団排除特別強化地域に指定[11]。

## 人口
終戦直後の人口は約4万人であったが、高度経済成長期からバブル景気時代にかけて人口が大きく成長した。1991年には人口20万人を突破したが、その後の伸びは緩慢で横ばいを続けていた。長らく市全体での人口は横ばいであったが2020年以降は減少に転じている。郊外では緩やかに減少が続く一方、大型マンションの建設が続く市中心部の厚木地区・南毛利地区では人口の増加が続いている。
国立社会保障・人口問題研究所が公表している「日本の地域別将来推計人口（平成25（2013）年3月推計）」によれば、2013年以降の30年間でおよそ5万が減少する見込みとしている。また、厚木市は市が実施している人口減少抑制施策を加味した人口推移予想を公表しているが、こちらも今後30年間で3万人減少する見込みであることから、人口減少は避けられないものと考えられる。
市によれば「2021年 LIFULL HOME'S住みたい街ランキング（首都圏版）」第1位に本厚木駅がランクイン した。
| |                                        |  |
| 厚木市と全国の年齢別人口分布（2005年） | 厚木市の年齢・男女別人口分布（2005年） |  |
| ■紫色 ― 厚木市 ■緑色 ― 日本全国 | ■青色 ― 男性 ■赤色 ― 女性              |  |
| 厚木市（に相当する地域）の人口の推移 \| 1970年（昭和45年） \| 82,894人 \| \| \| 1975年（昭和50年） \| 108,955人 \| \| \| 1980年（昭和55年） \| 145,392人 \| \| \| 1985年（昭和60年） \| 175,600人 \| \| \| 1990年（平成2年） \| 197,283人 \| \| \| 1995年（平成7年） \| 208,627人 \| \| \| 2000年（平成12年） \| 217,369人 \| \| \| 2005年（平成17年） \| 222,403人 \| \| \| 2010年（平成22年） \| 224,420人 \| \| \| 2015年（平成27年） \| 225,714人 \| \| \| 2020年（令和2年） \| 223,705人 \| \| |                                        |  |
| 総務省統計局 国勢調査より |                                        |  |
| 1970年（昭和45年） | 82,894人                               |  |
| 1975年（昭和50年） | 108,955人                              |  |
| 1980年（昭和55年） | 145,392人                              |  |
| 1985年（昭和60年） | 175,600人                              |  |
| 1990年（平成2年） | 197,283人                              |  |
| 1995年（平成7年） | 208,627人                              |  |
| 2000年（平成12年） | 217,369人                              |  |
| 2005年（平成17年） | 222,403人                              |  |
| 2010年（平成22年） | 224,420人                              |  |
| 2015年（平成27年） | 225,714人                              |  |
| 2020年（令和2年） | 223,705人                              |  |

## 地域

### 町名・大字
厚木市では、旧来の村に当たる大字（上荻野、関口、下津古久など）の名称と住居表示に関する法律に基づく住居表示が実施された際に新たに設けられた町の名称（中町一丁目、三田一丁目など）が住所として使用されている。丁目が付く町はすべて住居表示が実施された町であるが、丁目が付かない町でも、泉町、幸町、田村町、まつかげ台など、住居表示が実施されているものがある。
厚木市内の住所は、一般的には次のように表される。
住居表示実施地区：厚木市中町三丁目17番17号
住居表示未実施地区：厚木市七沢150番地1
※住居表示未実施地区で枝番号がある場合、以前は本番と枝番の間に「の」が含まれ、「厚木市七沢150番地の1」のように表記されていたが、平成13年3月3日に住民票から一括して「の」が削除されて以降、使用されなくなった。
※登記簿に記載のある字の名称（例：「飯山字千頭道上」であれば「字千頭道上」に当たる部分）は、住所としては使用されていない。
- 旭町（あさひちょう）1-5丁目
- 厚木（あつぎ）
- 厚木町（あつぎちょう）
- 吾妻町（あづまちょう）
- 泉町（いずみちょう）
- 寿町（ことぶきちょう）1-3丁目
- 幸町（さいわいちょう）
- 栄町（さかえちょう）1-2丁目
- 田村町（たむらちょう）
- 中町（なかちょう）1-3丁目
- 東町（ひがしちょう）
- 松枝（まつえ）1-2丁目
- 水引（みずひき）1-2丁目
- 南町（みなみちょう）
- 元町（もとちょう）

| 町名         | 町名の読み   | 町区域新設年月日 | 住居表示実施年月日 | 住居表示実施前の町名等 | 備考 |
| ------------ | ------------ | ---------------- | ------------------ | --- | ---- |
| 上依知       | かみえち     | 1955年7月8日     | 未実施             | |      |
| 猿ケ島       | さるがしま   | 1955年7月8日     | 未実施             | |      |
| 山際         | やまぎわ     | 1955年7月8日     | 未実施             | |      |
| 関口         | せきぐち     | 1955年7月8日     | 未実施             | |      |
| 中依知       | なかえち     | 1955年7月8日     | 未実施             | |      |
| 下依知       | しもえち     | 1955年7月8日     | 未実施             | |      |
| 下依知一丁目 | しもえち     | 2016年10月11日   | 2016年10月11日     | 大字下依知字吾妻・字稲荷上・字道満・字仲道・字西ノ久保、大字金田字上ノ原・字牛久保・字下タ原                                     |      |
| 下依知二丁目 | しもえち     | 2016年10月11日   | 2016年10月11日     | 大字下依知字稲荷上・字堂坂・字仲道・字西ノ久保・字八幡上・字宮ノ腰、大字中依知字下原                                             |      |
| 下依知三丁目 | しもえち     | 2016年10月11日   | 2016年10月11日     | 大字下依知字大久祢・字相模川附・字大六天下・字出口・字寺前・字堂坂・字八幡上・字御岳・字道上・字道下、大字金田字金ノ御嶽・字神明 |      |
| 金田         | かねだ       | 1955年7月8日     | 未実施             | |      |
| 下川入       | しもかわいり | 1955年2月1日     | 未実施             | |      |

- 及川（おいがわ）
- 及川（おいがわ）1-2丁目
- 王子（おうじ）1-3丁目
- 三田（さんだ）
- 三田（さんだ）1-3丁目
- 三田南（さんだみなみ）1-3丁目
- 棚沢（たなざわ）
- 妻田（つまだ）
- 妻田北（つまだきた）1-4丁目
- 妻田西（つまだにし）1-3丁目
- 妻田東（つまだひがし）1-3丁目
- 妻田南（つまだみなみ）1-2丁目
- 林（はやし）1-5丁目

| 町名           | 町名の読み   | 町区域新設年月日 | 住居表示実施年月日 | 住居表示実施前の町名等                                                                                       | 備考 |
| -------------- | ------------ | ---------------- | ------------------ | --- | ---- |
| 上荻野         | かみおぎの   | 1956年9月30日    | 未実施             | |      |
| まつかげ台     | まつかげだい | 1997年11月17日   | 1997年11月17日     | 大字上荻野字泉・字原谷・字松蔭・字王子原                                                                     |      |
| みはる野一丁目 | みはるの     | 2004年1月31日    | 1997年11月17日     | 大字上荻野字東谷山附・字東小谷・字大谷・字関谷・字東、大字中荻野字鳶尾、鳶尾5                                |      |
| みはる野二丁目 | みはるの     | 2004年1月31日    | 1997年11月17日     | 大字上荻野字東小谷・字大谷・字関谷・字原谷・字檜谷                                                           |      |
| 中荻野         | なかおぎの   | 1956年9月30日    | 未実施             | |      |
| 下荻野         | しもおぎの   | 1956年9月30日    | 未実施             | |      |
| 鳶尾一丁目     | とびお       | 1977年3月30日    | 1977年3月30日      | 大字中荻野字中島・字文之塔・字寺ノ下、大字下荻野字松洞・字水上・字赤坂、大字棚沢字下屋敷                     |      |
| 鳶尾二丁目     | とびお       | 1977年3月30日    | 1977年3月30日      | 大字中荻野字中島・字文之塔・字天台・字公所ケ谷・字子ノ神谷・字子ノ神廻り・字芝附・字上中原・字山王廻り       |      |
| 鳶尾三丁目     | とびお       | 1977年3月30日    | 1977年3月30日      | 大字中荻野字姥谷・字中島・字子ノ神峰・字子ノ神谷・字天台                                                     |      |
| 鳶尾四丁目     | とびお       | 1977年3月30日    | 1977年3月30日      | 大字中荻野字子ノ神峰・字子ノ神谷・字芝附・字上中原・字宮ノ腰・字土佐谷・字道山谷、大字上荻野字堤谷・字宮ノ越 |      |
| 鳶尾五丁目     | とびお       | 1977年3月30日    | 1977年3月30日      | 大字上荻野字東谷山附・字山王山・字山王谷・字天神原・字堤谷・字宮ノ越、大字中荻野字道山谷、大字下荻野字鳶尾   |      |

1. 1 2  上荻野東部土地区画整理事業換地処分公告があった日（2004年1月30日）の翌日。
2. 1 2 3 4 5  鳶尾土地区画整理事業換地処分公告があった日（1977年3月29日）の翌日。

| 町名         | 町名の読み     | 町区域新設年月日 | 住居表示実施年月日 | 住居表示実施前の町名等                                             | 備考 |
| ------------ | -------------- | ---------------- | ------------------ | ------------------------------------------------------------------ | ---- |
| 飯山         | いいやま       | 1955年2月1日     | 未実施             |                                                                    |      |
| 上古沢       | かみふるさわ   | 1955年2月1日     | 未実施             |                                                                    |      |
| 下古沢       | しもふるさわ   | 1955年2月1日     | 未実施             |                                                                    |      |
| 宮の里一丁目 | みやのさと     | 1983年2月28日    | 1983年2月28日      | 大字中荻野字髯谷・字大谷・字尼寺・字勘造渕・字池ノ谷               |      |
| 宮の里一丁目 | みやのさと     | 1983年2月28日    | 1998年11月9日      | 大字中荻野字髯谷・字尼寺、大字飯山字根岸、宮の里2                  |      |
| 宮の里二丁目 | みやのさと     | 1983年2月28日    | 1983年2月28日      | 大字中荻野字小谷・字大谷・字髯谷・字曲谷、大字飯山字上根岸・字外堀 |      |
| 宮の里二丁目 | みやのさと     | 1983年2月28日    | 1998年11月9日      | 大字中荻野字尼寺、大字飯山字根岸・字上根岸                         |      |
| 宮の里三丁目 | みやのさと     | 1983年2月28日    | 1983年2月28日      | 大字中荻野字小谷・字大谷・字曲谷                                   |      |
| 宮の里四丁目 | みやのさと     | 1983年2月28日    | 1983年2月28日      | 大字中荻野字大谷・字池ノ谷・字大久保・字勘造渕・字髯谷             |      |
| 飯山南一丁目 | いいやまみなみ | 2022年10月11日   | 2022年10月11日     |                                                                    |      |
| 飯山南二丁目 | いいやまみなみ | 2022年10月11日   | 2022年10月11日     |                                                                    |      |
| 飯山南三丁目 | いいやまみなみ | 2022年10月11日   | 2022年10月11日     |                                                                    |      |
| 飯山南四丁目 | いいやまみなみ | 2022年10月11日   | 2022年10月11日     |                                                                    |      |
| 飯山南五丁目 | いいやまみなみ | 2022年10月11日   | 2022年10月11日     |                                                                    |      |

- 愛甲（あいこう）
- 愛甲（あいこう）1-4丁目
- 愛甲西（あいこうにし）1-3丁目
- 愛甲東（あいこうひがし）1-3丁目
- 愛名（あいな）
- 恩名（おんな）
- 恩名（おんな）1-5丁目
- 温水（ぬるみず）
- 温水西（ぬるみずにし）1-2丁目
- 戸室（とむろ）1-5丁目
- 船子（ふなこ）
- 長谷（はせ）
- 毛利台（もうりだい）1-3丁目

| 町名         | 町名の読み         | 町区域新設年月日 | 住居表示実施年月日 | 住居表示実施前の町名等 | 備考 |
| ------------ | ------------------ | ---------------- | ------------------ | --- | ---- |
| 七沢         | ななさわ           | 1955年2月1日     | 未実施             | |      |
| 小野         | おの               | 1955年2月1日     | 未実施             | |      |
| 岡津古久     | おかつこく         | 1955年2月1日     | 未実施             | |      |
| 森の里若宮   | もりのさとわかみや | 1990年3月31日    | 1985年3月1日       | 大字小野字榎田・字若宮・字松ノ木谷・字中尾・字奥滝ノ沢・字近藤山・字清水土・字貉谷・字椴ノ木・字境林・字前滝沢、大字愛名字高松         |      |
| 森の里青山   | もりのさとあおやま | 1985年3月1日     | 1985年3月1日       | 大字小野字境林・字奥滝ノ沢・字中尾・字清水土・字椴ノ木、大字下古沢字細田、大字上古沢字雨堤・字南・鴻ノ巣・字順礼坂・字細田・字御子ケ谷 |      |
| 森の里一丁目 | もりのさと         | 1990年3月31日    | 1985年3月1日       | 大字小野字境林・字椴ノ木・字手子山・字源六林・字二反沢・字大平・字堀込・字後谷・字若宮・字奥滝ノ沢・字榎田・字近藤山・字峯山           |      |
| 森の里二丁目 | もりのさと         | 1990年3月31日    | 1986年3月1日       | 大字小野字若宮・字堀込・字後谷・字峯山・字二反沢・字大平・字手子山                                                                     |      |
| 森の里二丁目 | もりのさと         | 1990年3月31日    | 1987年3月1日       | 大字小野字並木 |      |
| 森の里三丁目 | もりのさと         | 1990年3月31日    | 1986年3月1日       | 大字小野字大平・字大沢・字手子山・字源六林・字境林、大字上古沢字南・字鴻ノ巣                                                           |      |
| 森の里四丁目 | もりのさと         | 1990年3月31日    | 1988年12月1日      | 大字小野字手子山・字大沢、大字上古沢字南・字鴻ノ巣・字雨堤                                                                             |      |
| 森の里五丁目 | もりのさと         | 1990年3月31日    | 1989年12月1日      | 大字上古沢字南・字雨提・字順礼坂 |      |

1. 1 2 3 4 5 6  森の里特定土地区画整理事業換地処分公告があった日（1990年3月30日）の翌日。
2. ↑  ただし、森の里特定土地区画整理事業施行区域にあっては、換地処分公告があった日（1990年3月30日）の翌日となる。

- 岡田（おかた）
- 岡田（おかた）1-5丁目
- 上落合（かみおちあい）
- 酒井（さかい）
- 下津古久（しもつこく）
- 戸田（とだ）
- 長沼（ながぬま）

| 町名         | 町名の読み   | 町区域新設年月日 | 住居表示実施年月日 | 住居表示実施前の町名等                                                       | 備考 |
| ------------ | ------------ | ---------------- | ------------------ | ---------------------------------------------------------------------------- | ---- |
| 緑ケ丘一丁目 | みどりがおか | 1965年10月2日    | 1965年6月11日      | 大字林字愛名海道、大字戸室字愛名道                                           |      |
| 緑ケ丘二丁目 | みどりがおか | 1965年10月2日    | 1965年6月11日      | 大字林字鳥井戸・字愛名海道、大字戸室字愛名道                                 |      |
| 緑ケ丘三丁目 | みどりがおか | 1965年6月11日    | 1965年6月11日      | 大字林字鳥井戸、大字温水字奥原、大字飯山字奥野                               |      |
| 緑ケ丘四丁目 | みどりがおか | 1965年10月2日    | 1965年6月11日      | 大字林字文郷山・字吉谷・字鳥井戸                                             |      |
| 緑ケ丘五丁目 | みどりがおか | 1998年11月9日    | 1998年11月9日      | 大字温水字奥原・字上原・字中原、大字飯山字秣野・字九十九塚・字東小金・字小金 |      |

1. 1 2 3  緑ヶ丘土地区画整理事業換地処分公告があった日（1965年10月1日）の翌日。
2. ↑  ただし、緑ヶ丘土地区画整理事業施行区域にあっては、換地処分公告があった日（1965年10月1日）の翌日となる。

### 郵便
集配を担当する郵便局は、以下の2局である（局名の後に記述している数字は郵便番号）。このほか、集配を担当しない郵便局が17箇所、簡易郵便局が1箇所 置かれている。
- 厚木郵便局 : 243-00xx
- 厚木北郵便局 : 243-02xx・243-08xx・243-01xx[注釈 3]

## 行政

### 歴代市長
| 代   | 氏名       | 就任年月日    | 退任年月日    |
| ---- | ---------- | ------------- | ------------- |
| 初代 | 波多野元正 | 1955年2月24日 | 1959年2月22日 |
| 2    | 石井忠重   | 1959年2月23日 | 1979年2月22日 |
| 3    | 足立原茂徳 | 1979年2月23日 | 1995年2月22日 |
| 4    | 山口巖雄   | 1995年2月23日 | 2007年2月22日 |
| 5    | 小林常良   | 2007年2月23日 | 2023年2月22日 |
| 6    | 山口貴裕   | 2023年2月23日 | 現職          |

### 行政機構
- 市役所本庁舎の老朽化に伴い、本厚木駅北東の中町第2-2地区に新築・移転する計画が進められている。
- 市職員数2,144人（2022年4月現在）
  - 市職員（市立病院を除く）1,606人（一般行政職1,220人、技能労務職117人、消防職員268人、特定任期付き職員1人）
  - 市立病院538人（企業行政職29人、医師69人、薬剤師・放射線技師等106人、看護師・助産師等334人）
- 消防事務　厚木市消防本部　2016年4月1日から清川村との消防広域化が消防事務委託により行われている。

### 国の機関
- 厚木簡易裁判所
- 法務省横浜地方法務局厚木支局
- 厚木区検察庁
- 国税庁東京国税局厚木税務署
- 厚生労働省神奈川労働局厚木労働基準監督署
- 厚生労働省神奈川労働局厚木公共職業安定所
- 国土交通省関東地方整備局横浜国道事務所厚木出張所
- 自衛隊神奈川地方協力本部 厚木募集所
- 日本年金機構厚木年金事務所

### 県の行政機関
- 厚木合同庁舎
  - 県央地域県政総合センター
  - 厚木保健福祉（保健所）事務所（愛甲福祉事務所・厚木児童相談所）※神奈川県では保健所を保健福祉事務所と呼称している。
  - 厚木水道営業所
  - かながわ労働センター県央支所
- 厚木南合同庁舎
  - 厚木土木事務所
- 厚木警察署
- 神奈川県警察高速道路交通警察隊 厚木分駐所・さがみ分駐所
- 神奈川県総合防災センター
- 神奈川県自然環境保全センター
- 神奈川県食肉衛生検査所
- 神奈川県パスポートセンター 県央支所

## 議会

### 県議会
- 選挙区：厚木市・愛川町・清川村選挙区
- 定数：3人
- 投票日：2023年4月9日
- 当日有権者数：216,486人
- 投票率：32.50%

| 候補者名 | 当落 | 年齢 | 所属党派     | 新旧別 | 得票数   |
| -------- | ---- | ---- | ------------ | ------ | -------- |
| 難波達哉 | 当   | 50   | 自由民主党   | 新     | 24,258票 |
| 佐藤圭介 | 当   | 36   | 無所属       | 現     | 15,709票 |
| 佐藤知一 | 当   | 53   | 日本維新の会 | 元     | 15,280票 |
| 高田昌慶 | 落   | 35   | 立憲民主党   | 新     | 13,461票 |

### 衆議院
- 選挙区：神奈川16区（厚木市、伊勢原市、海老名市）
- 投票日：2024年10月27日
- 当日有権者数：385,502人
- 投票率：53.27%

| 当落 | 候補者名   | 年齢 | 所属党派     | 新旧別 | 得票数    | 重複 |
| ---- | ---------- | ---- | ------------ | ------ | --------- | ---- |
| 当   | 後藤祐一   | 55   | 立憲民主党   | 前     | 100,677票 | ○    |
|      | 義家弘介   | 53   | 自由民主党   | 前     | 66,952票  |      |
|      | 伊左次美江 | 63   | 日本維新の会 | 新     | 16,325票  | ○    |
|      | 山本瑞恵   | 57   | 日本共産党   | 新     | 11,437票  |      |
|      | 吉村勝男   | 69   | 無所属       | 新     | 4,364票   |      |

## 産業

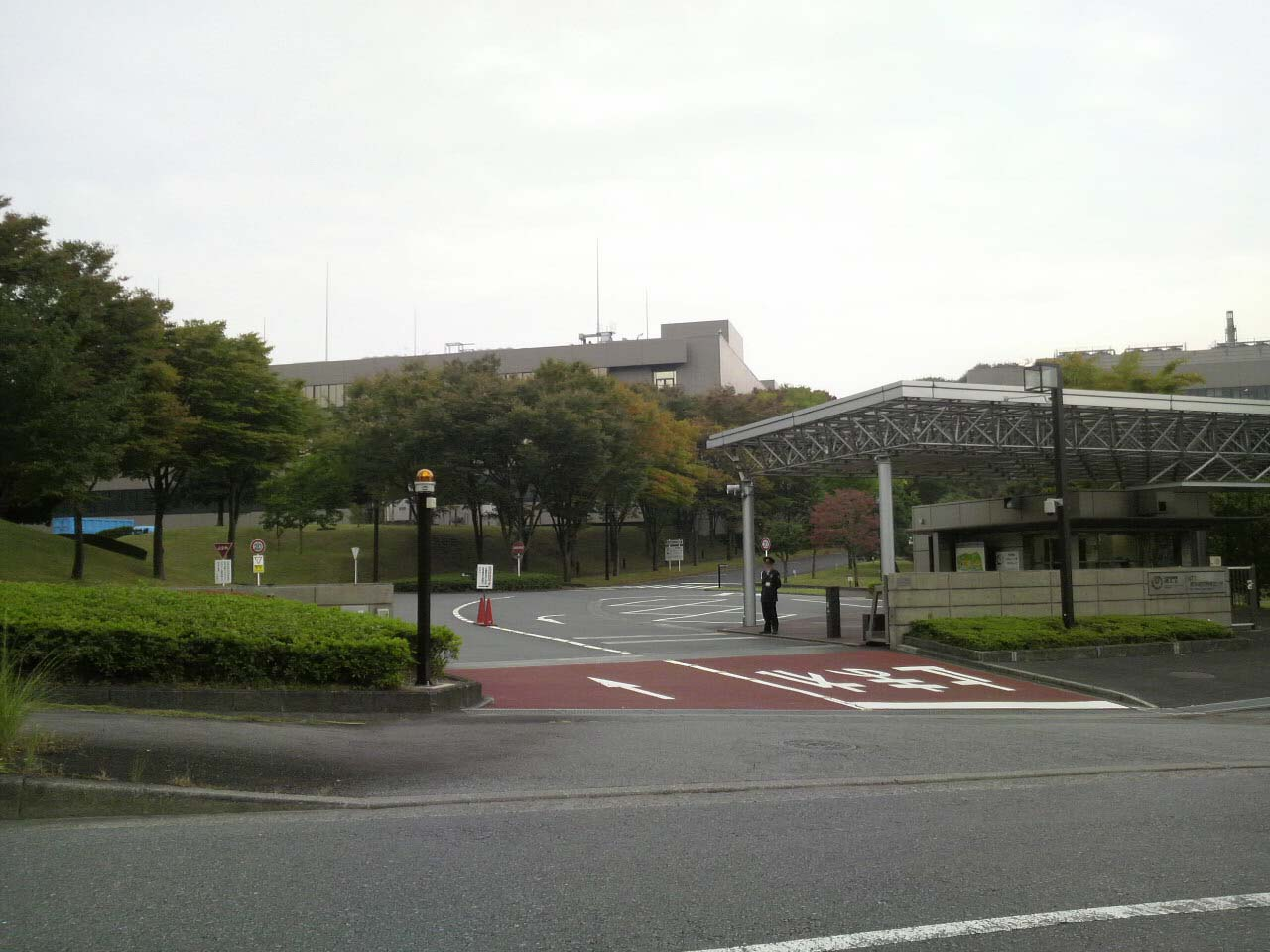
NTT厚木通信技術センター

交通の要衝として、また東京や横浜に近いことから研究開発、流通およびサービス業などの企業が集積している。県内は都心部に通う者のベッドタウンという位置づけをされる都市が多いが、厚木市は事情が異なり昼間人口の方が夜間人口を30,000人程度上回っている。神奈川県内で昼間人口が夜間人口を上回っている市は厚木市のみである。2005年（平成17年）には「企業等の誘致に関する条例」を施行し、新たな企業誘致につとめている。
平成26年工業統計表「市区町村編」データによると、製造品出荷額は5,827億円である。これは、県内では川崎市、横浜市、藤沢市、相模原市、平塚市に次ぐ額となっている。
2022年現在、森の里東地区と酒井地区の2箇所で土地区画整理事業の造成工事が進められているほか、新たに山際地区においても計画が進められている。これらの土地区画整理事業はいずれも産業系の土地利用を目的としたものであり、新たな企業の誘致が期待されている。
産業人口
（産業分類別就業者数。カッコ内は構成比。2020年国勢調査報告 より。）
- 第1次産業 313人 (1.24%)
- 第2次産業 23,598人 (25.89%)
- 第3次産業 66,811人 (72.87%)

### 市内にある主要企業・事業所
| 尼寺工業団地・市内中部 - 日立Astemo（厚木自動車部品→アツギユニシア→ユニシアジェックス→日立ユニシアオートモティブ→日立製作所オートモティブシステムグループ→日立オートモティブシステムズ） - アンリツ（本社） - ニップン中央研究所・オーマイ厚木工場 - 武部鉄工所 - 東リ厚木工場 - えひめ飲料東京工場（旧名:ポンジュース） - プレシア本社工場 | 内陸工業団地・市内北部 - 日本フルハーフ（本社・厚木工場） - リコー厚木事業所 - 大久保歯車工業（本社・厚木第一、第二工場） - ニッキ（本社・工場）（旧日本気化器） - トーモク厚木工場 - 旭化成住工 厚木製造部 |

| 森の里・市内西部 - 日産テクニカルセンター（NTC） - 日産アドバンスドテクノロジーセンター（NATC） - NTT厚木通信技術センタ - 富士通厚木研究所 - フジタ技術センター - ネポン厚木工場 - 市光工業厚木製造所 | 東名厚木IC周辺・市内南部 - 日産グローバル情報システムセンター（NGIC） - ソニー厚木テクノロジーセンター（旧厚木工場）- スター・ウォーズ・シリーズのクレジットで「Very special thanks」と紹介されているのはここである。 - ミツミ電機厚木工場 - アポルテ（本社） - 神奈川食肉センター - 京商 - 世界的な模型メーカー。 - センコー厚木ロジスティクスセンター |

本厚木駅周辺
- オーイズミ（本社）
- 相模ゴム工業（本社）- コンドーム（男性用避妊具）の極薄サイズを初めて開発した会社。
- 盟和産業株式会社（本社）

その他
- 積水ソフランウィズ 厚木工場（金田）
- 半導体エネルギー研究所（長谷）

#### 過去に存在した主要企業・事業所
- ノリタケカンパニーリミテド厚木工場（2001年閉鎖後、ノリタケスクエア厚木となっていたが2009年完全撤退：下荻野）
- 日本バルカー工業厚木工場（2001年閉鎖：棚沢）
- キヤノン中央研究所（2004年閉鎖：森の里若宮）
- 栗田工業技術開発センター（2005年栃木県に移転・閉鎖：森の里若宮　現在のクリタ分析センター厚木事業所）
- 日立ハイテクノロジーズ森の里カスタマーセンター（2005年閉鎖：森の里青山　現在のドクターシーラボ森の里テクノプラザ）

### 農業
令和2年市町村別農業産出額（推計） によると、農業産出額は17.7億円であり、内訳は、米4.4億円、野菜6.4億円、果実1.3億円、乳用牛1.9億円などとなっている。

### 特産品
- ホルモン焼き - 厚木シロコロ・ホルモンが2008年（平成20年）の第3回B-1グランプリにてグランプリに輝いた。また、2010年（平成22年）9月18日・19日に第5回大会が厚木市営野球場とイトーヨーカドー駐車場で開催され、テレビ中継も行われた。
- とん漬け - 豚肉を各店自慢の特製のみそに漬け込んだもの。
- 鮎 - 全国有数の鮎釣りポイントである相模川でとれる鮎を使った塩焼きなど。
- 地ビール - 市内ではサンクトガーレン・黄金井酒造の2社が醸造を行っている。
- 御難おにぎり - 日蓮上人が難を逃れる前に食べたおにぎりにちなんだ安全祈願おにぎり。食糧庁（現・農林水産省総合食料局）により、ふるさとおにぎり百選に選定された。

#### 主な商業店舗
本厚木駅周辺
- 飲食業
  - オーイズミフーズ（本社）- くいもの屋「わん」の運営元。本社裏や近隣に営業店舗もある。(本社所在地は、旧住友銀行(現在の三井住友銀行)厚木支店の建物を改築して使用)
- ショッピングセンター、スーパーマーケット
  - 本厚木ミロード（MYLORD） - 小田急グループのショッピングセンターで、小田急本厚木駅に直結。
    - 主なテナント：くまざわ書店、 ユニクロ、 Right-on、 無印良品、ノジマ

  - イオン厚木店（旧厚木サティ）
    - 主なテナント：西松屋、ポストホビー、ジーンズメイト、セリア

  - オーケー
  - ヨークフーズ厚木店（2階部分にケーズデンキが入居）
  - アミューあつぎ（旧厚木パルコ）
    - 主なテナント：ブックオフ、 ダイソー
- 書店
  - 有隣堂 - 土地柄、高校や大学等の高等教育機関が集中しているため、工学・医療等の専門書が揃い、神奈川県の一部図書類の販売も行っている唯一の書店である。
  - 石村集文堂 本店、アニメイトミニ本厚木
- その他商業施設
  - ダイソー、厚木プラザボウル、マツモトキヨシ、森久保薬品　本店

国道129号線沿い
- コジマ、ビーバートザン（小田急グループのホームセンター）、サンクトガーレン、ヨークマート
- スーパービバホーム
  - 主なテナント：ロピア、クリエイト、しまむら、セリア

国道246号線沿い
- トイザらス、ニトリ、厚木ツマダボウル・パチンコツマダ、MEGAドン・キホーテ、ダイソー

国道412号線沿い
- ヤマダデンキ、文教堂書店、ブックオフ、GU、マツモトキヨシ、クリエイト、快活クラブ厚木林店、ブルドッグ、相鉄ローゼン、FUJI、パシオス、コーナン

その他の地域
- 厚木トレリス
  - 主なテナント：メガマックス、神奈川レジャーランド厚木店、ダイソー、ロピア、コナミスポーツクラブ

- コーナン厚木下荻野店
  - 主なテナント：ジョーシン、スポーツデポ

- ダイクマ
  - 主なテナント：ヤマダ電機、フードワン

## 姉妹都市・提携都市
日本国内
- 友好都市
  - 横手市（秋田県） - 1985年（昭和60年）5月24日提携
  - 網走市（北海道） - 2005年（平成17年）2月5日提携
  - 糸満市（沖縄県） - 2018年（平成30年）8月4日提携[16][17]
- 防災姉妹都市
  - 狭山市（埼玉県） - 1996年（平成8年）7月24日提携

日本国外
- 友好都市
  -  ニューブリテン市（アメリカ合衆国コネチカット州） - 1983年5月31日提携
  -  揚州市（中華人民共和国） - 1984年10月23日提携
  -  軍浦市（大韓民国京畿道） - 2005年2月5日提携

## 教育

### 大学・短期大学
かつては森の里に青山学院大学、関口に昭和音楽大学が存在したが、いずれもより都心に近い地域に移転し、撤退した。
- 神奈川工科大学（旧名 : 幾徳工業大学）- 大洋漁業（現 マルハニチロ）が設立。
- 松蔭大学
- 東京工芸大学 厚木キャンパス - コニカ（現 コニカミノルタ）が設立。
- 東京農業大学 厚木キャンパス
- 湘北短期大学- ソニーが設立し、ソニー学園が運営している。

### 高等学校
公立
- 神奈川県立厚木高等学校
- 神奈川県立厚木北高等学校
- 神奈川県立厚木王子高等学校
- 神奈川県立厚木清南高等学校 - 旧・神奈川県立厚木南高等学校の施設を継承。県内中央部で唯一の定時制・通信制高校の拠点となっている。
- 神奈川県立厚木西高等学校

私立
- 厚木中央高等学校
- 星槎国際高等学校 厚木学習センター

### 中学校
- 厚木市立相川中学校
- 厚木市立厚木中学校
- 厚木市立依知中学校
- 厚木市立荻野中学校
- 厚木市立小鮎中学校
- 厚木市立玉川中学校
- 厚木市立東名中学校
- 厚木市立南毛利中学校
- 厚木市立林中学校
- 厚木市立藤塚中学校
- 厚木市立睦合中学校
- 厚木市立睦合東中学校
- 厚木市立森の里中学校

### 小学校
- 厚木市立相川小学校
- 厚木市立愛甲小学校
- 厚木市立厚木小学校
- 厚木市立厚木第二小学校
- 厚木市立飯山小学校
- 厚木市立依知小学校
- 厚木市立依知南小学校
- 厚木市立荻野小学校
- 厚木市立上依知小学校
- 厚木市立上荻野小学校
- 厚木市立北小学校
- 厚木市立小鮎小学校
- 厚木市立三田小学校
- 厚木市立清水小学校
- 厚木市立玉川小学校
- 厚木市立妻田小学校
- 厚木市立戸田小学校
- 厚木市立鳶尾小学校
- 厚木市立戸室小学校
- 厚木市立南毛利小学校
- 厚木市立緑ケ丘小学校
- 厚木市立毛利台小学校
- 厚木市立森の里小学校

・厚木小学校は1902年（明治35年）創立であり、市内最古の小学校 である。
私立
- 七沢希望の丘初等学校

### 専門学校
- 厚木看護専門学校 - 社会福祉法人神奈川県総合リハビリテーション事業団が運営している。
- 厚木調理師学校
- 厚木文化専門学校
- 関東歯科衛生士専門学校
- YMCA健康福祉専門学校

### その他
- 厚木高等専修学校 - 学校法人鈴木学園が運営。厚木中央高等学校と同一敷地内にあり、市内唯一の高等専修学校である。工業技術学科、生活造形学科に分かれ、工業技術学科電気（電気工事士）コースでは、電気工事士養成認定校として国家試験が免除される。
- 学校法人創志学園 クラーク記念国際高等学校厚木キャンパス
- 神奈川県消防学校 - 横浜市を除く県内の市町村で採用された新人消防職員が教育を受けるための施設。

## 公的施設

### ホール・集会場
- 厚木市文化会館（長期休館中）
- 厚木シティプラザ
- 厚木市保健福祉センター
- あつぎ市民交流プラザ（アミューあつぎ内）
- 厚木商工会議所
- プロミティあつぎ

### 文教施設
- 神奈川県総合防災センター - 同一敷地内に神奈川県消防学校が併設されている。
- 神奈川県自然環境保全センター
- 厚木市子ども科学館 - プラネタリウムを併設している。
- 厚木市立中央図書館（厚木シティプラザ内）
  - 移動貸出車「わかあゆ号」 - 1箇月に2回、市内を巡回する。
- 七沢自然ふれあいセンター（旧称：七沢自然教室）
- 厚木市立あつぎ郷土博物館
- あつぎ市民交流プラザ（アミューあつぎ内）
- 厚木市立南毛利学習支援センター

### 体育施設
- 南毛利スポーツセンター（旧 県央地区体育センター）
- 東町スポーツセンター
- 猿ヶ島スポーツセンター
- 厚木市ふれあいプラザ（2006年4月より指定管理者制度により管理・運営が民間企業に移行）
- 荻野運動公園
- 及川球技場
- 玉川球技場

### 公民館など
各公民館は地区市民センター併設となっており、住民票・戸籍謄本等の証明書の発行を行っている。また、一部公民館は中央図書館の分館機能を受け持っているほか、全ての公民館で図書の貸借手続きを行っている。
なお、公民館とは別に児童館が38館、老人憩いの家が42館、自治会で管理する自治会館がある。

| - 厚木北公民館 - 厚木南公民館 - 依知北公民館 - 依知南公民館 | - 睦合北公民館 - 睦合南公民館 - 睦合西公民館 - 荻野公民館 | - 小鮎公民館 - 玉川公民館 - 南毛利公民館 - 相川公民館 | - 緑ケ丘公民館 - 愛甲公民館 - 森の里公民館 - 荻野公民館上荻野分館 |

### 医療機関
- 厚木市立病院 : 旧 神奈川県立厚木病院。2003年4月、県から施設を継承し開院した。[20]
- 神奈川リハビリテーション病院 : 社会福祉法人神奈川県総合リハビリテーション事業団が運営している。
- AOI七沢リハビリテーション病院（旧七沢リハビリテーション病院脳血管センター） : 2018年8月、医療法人社団葵会へ事業譲渡[21]。

| - 東名厚木病院 - 湘南厚木病院 - 仁厚会病院 - 厚木北部病院 - 相州病院 | - 亀田森の里病院 - 愛光病院 - 厚木佐藤病院 - 近藤病院 - 神奈川中央病院 |

## 交通

### 鉄道
小田急電鉄
 小田原線
- 本厚木駅 - 愛甲石田駅

本厚木駅は、一部の特急列車（ロマンスカー）を除く多くの列車が停車し、始終着列車も終日にわたり設定されるなど、主要駅の一つとして機能している。東洋経済新報社「東洋経済オンライン」によれば、2019年時点での1日平均駅別乗降人員は15万1,791人で、大手私鉄（東京メトロを含む）の乗換駅ではない駅では最多の乗降人員である。
また同駅では、2010年11月3日より、当市出身（吉岡聖恵）および市内にある県立厚木高校出身（水野良樹・山下穂尊）の3人により構成されるポップユニット「いきものがかり」の「自分たちを育ててくれた地元への恩返しとして楽曲を提供したい」との意向に小田急電鉄が賛同し、同ユニットによる楽曲「YELL」の一部分を列車接近メロディとして起用した。
なお、厚木駅は当市ではなく東隣の海老名市に所在する。市内を通っている鉄道は1路線2駅しかなく、市の北部を中心に鉄道空白地帯が広がっている。

### バス

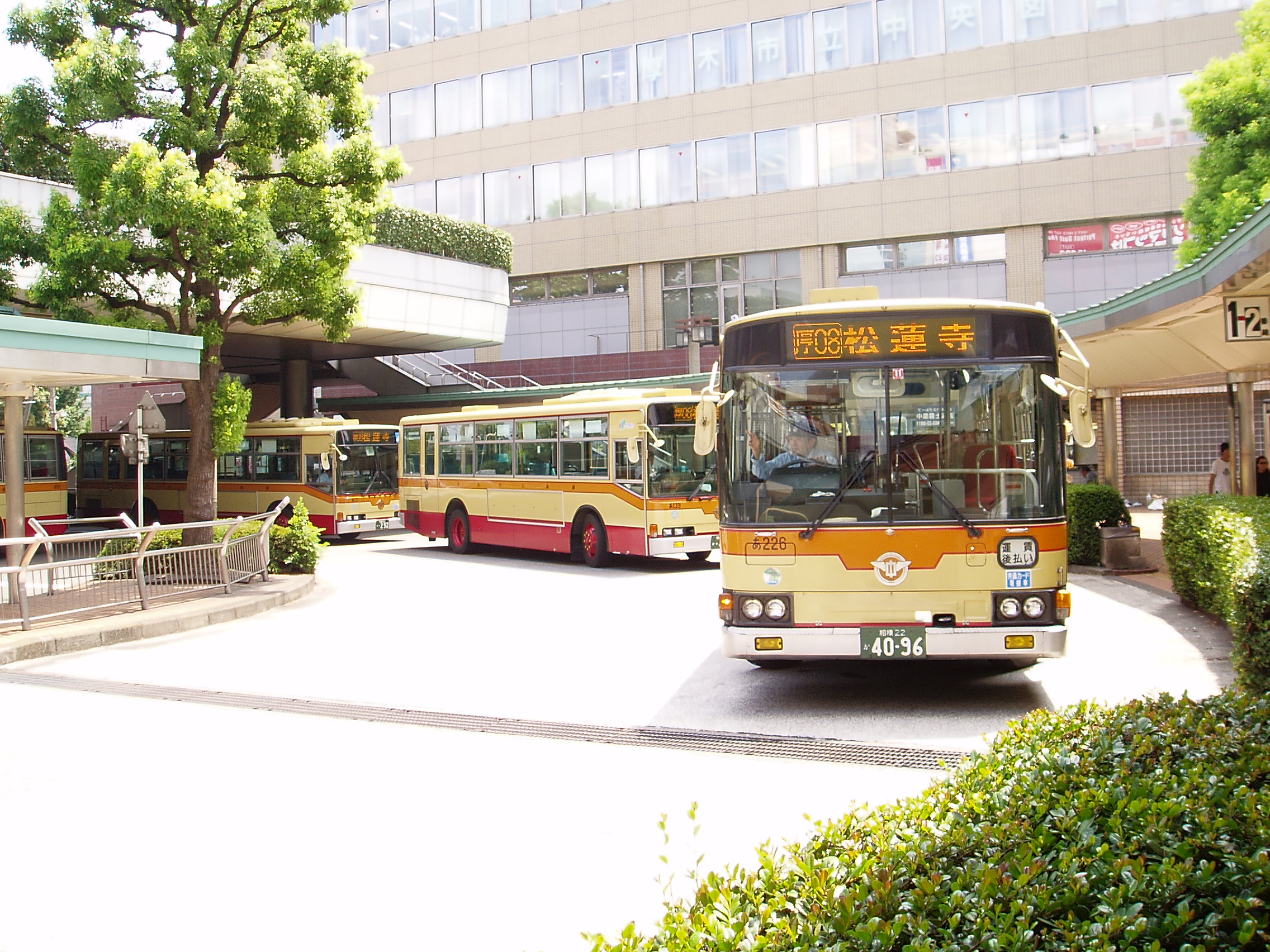
厚木バスセンターに停車する路線バス

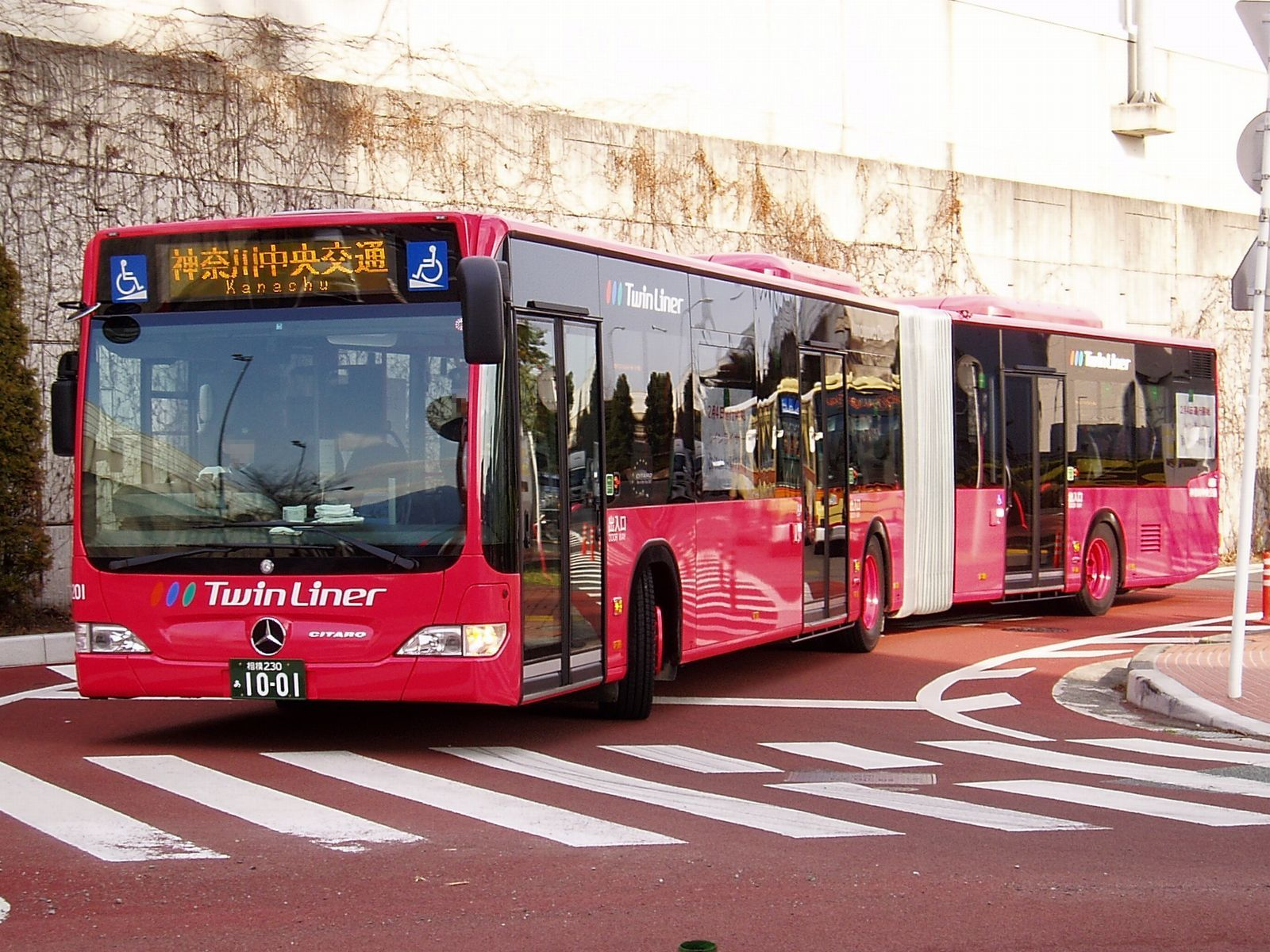
連節バス「ツインライナー」

バス路線網は、神奈中グループが厚木バスセンターおよび本厚木駅を中心に、市内を放射線状に展開している。厚木バスセンター - 厚木アクスト間については、2008年2月4日より連節バス「ツインライナー」の運行が開始された（詳細は神奈川中央交通厚木営業所を参照）。1996年までは相鉄バスも市内に乗り入れていた。
コミュニティバス
- 地域コミュニティ交通 ココモ (COCOMO)
  - 鳶尾地区、まつかげ台・みはる野地区を定時定路線で運行するコミュニティバス[24]。専用車両はワンボックスカーのトヨタ・ハイエースを使用し、車体には白地に黄緑色で厚木市の町並みを描いたラッピングが施されている[24]。2018年度 - 2019年度に実証運行を開始、実証期間は2023年度までを予定（延長の可能性もあり）。運行は神奈中タクシーへ委託している[24]（神奈中タクシー#コミュニティバスも参照）。

一般路線バス
- 神奈川中央交通
  - 神奈川中央交通厚木営業所
  - 神奈川中央交通平塚営業所
  - 神奈川中央交通伊勢原営業所

高速バス
- JR東名ハイウェイバス
- 小田急ハイウェイバス

### 道路
前述のように市内に鉄道駅が少ないことから、近隣への移動は自動車交通に依存しており、駅周辺道路は国道129号、国道246号バイパス、県道603号上粕屋厚木線（旧 国道246号）など主要幹線道路において、朝夕のラッシュ時に混雑が見られる。
2010年2月27日に圏央道（海老名ジャンクション - 海老名インターチェンジ間）が開通したほか、その後の圏央道の東名高速道路 - 中央自動車道間の開通もあり、東名厚木インターチェンジへの一極集中に伴う渋滞は一定の緩和を見せている。
高速道路・有料道路
- E1 東名高速道路
  - （海老名市） - 厚木インターチェンジ - 厚木バスストップ - （伊勢原市）
- E1A 新東名高速道路
  - （海老名市） - 厚木南インターチェンジ - （伊勢原市）
- E85 小田原厚木道路（小田厚）
  - （伊勢原市） - 厚木西インターチェンジ - 厚木インターチェンジ
- C4 首都圏中央連絡自動車道（圏央道）
  - （海老名市） - 圏央厚木インターチェンジ - 厚木パーキングエリア/スマートインターチェンジ - 相模原愛川インターチェンジ - （愛甲郡愛川町）

一般国道
- 国道129号
- 国道246号
- 国道412号
- 国道271号（小田原厚木道路）

県道

#### 主要地方道
- 神奈川県道22号横浜伊勢原線
- 神奈川県道40号横浜厚木線（厚木街道）
- 神奈川県道42号藤沢座間厚木線
- 神奈川県道43号藤沢厚木線
- 神奈川県道51号町田厚木線

- 神奈川県道60号厚木清川線
- 神奈川県道63号相模原大磯線
- 神奈川県道64号伊勢原津久井線
- 神奈川県道65号厚木愛川津久井線

#### 一般県道
- 神奈川県道511号太井上依知線
- 神奈川県道601号酒井金田線
- 神奈川県道602号本厚木停車場線
- 神奈川県道603号上粕屋厚木線
- 神奈川県道604号愛甲石田停車場酒井線

## 名所・旧跡・観光スポット・祭事・催事

### 神社・寺院
| - 浅間神社 - 飯出神社 - 延命寺 - 春日神社 - 源正寺 (厚木市) - 建徳寺 - 金剛寺 | - 諏訪神社 - 妻田薬師 - 荻野神社 - 山際神社 - 熊野神社 - 長谷寺（飯山観音） | - 八幡神社 - 聞修寺 - 法雲寺 - 本照寺 - 本禅寺 | - 妙伝寺 - 妙昌寺 - 子之神神社 - 妙純寺 - 金田神社 |

### 公園
| - 厚木中央公園 - 若宮公園 - 荻野運動公園 - あつぎこどもの森公園 | - ぼうさいの丘公園 - 七沢森林公園 - 飯山白山森林公園 - あつぎつつじの丘公園 |

### ゴルフ場
- 大厚木カントリークラブ
- 厚木国際カントリー倶楽部
- 本厚木カンツリークラブ

### 温泉
| - 厚木温泉 - 厚木酒井温泉 - 飯山温泉 | - 七沢温泉 - かぶと湯温泉 - 広沢寺温泉 |

### 催事
| - あつぎ鮎まつり - あつぎ飯山あやめ祭り - あつぎ飯山桜まつり - 飯山観音例大祭 | - 小江戸あつぎまつり - あつぎ商工観光祭り - にぎわい爆発あつぎ国際大道芸 |

### 伝統芸能
- 相模人形芝居 - 1980年（昭和55年）1月28日に国の重要無形民俗文化財に指定された。

## 著名な出身者

### 政治・行政
- 甘利明（政治家）

### 学者
- 相田慎一（経済学者）
- 樋口直人（社会学者）

### 雀士・棋士
- 斎藤俊（麻雀プロ）
- 成瀬朱美（麻雀プロ）

### 作家
- 和田傳（作家）

### 脚本家
- 古沢良太（脚本家）

### 劇作家
- 横内謙介（劇作家・演出家、あつぎ文化芸術特別大使）

### 映画監督・プロデューサー
- 犬童一利（映画監督）
- 神品信市（映画プロデューサー）

### レフェリー
- デューク佐渡（レフェリー）

### 声優
- 嶋方淳子[25]（声優）

### アナウンサー
- 梅澤廉（日本テレビアナウンサー）
- 小田切千（NHKアナウンサー）
- 神崎寿美代（フリーアナウンサー、元札幌テレビ放送アナウンサー）

### 俳優・タレント
- 浅香航大（俳優）
- 一戸奈美（タレント、女優）
- 上原さくら（タレント）
- 遠藤雄弥（俳優・D-BOYS）
- 熊井友理奈（タレント・元Berryz工房）
- 小泉今日子（歌手・女優）
- 五味岡たまき（元タレント・元おニャン子クラブ）
- 榊原郁恵（タレント）
- 鈴木藤丸（俳優）
- 瀬能あづさ（タレント・元CoCo）
- 日比美思 (女優・元Dream5)
- 平本淳也（作家・実業家・元SHADOW）元ジャニーズ事務所所属タレント

### お笑い芸人
- 栗谷悟史（お笑い芸人・カカロニ）

### モデル
- 阿部まりな（元モデル）
- 小久保利恵（2006年ミス日本グランプリ）
- 吉田桂子（モデル）

### 歌手・ミュージシャン
| - 明希（シド） - 五十嵐美貴（SHOW-YA） - 市川喜康（音楽プロデューサー） - 大野雄大（Da-iCE） - かなまる（歌手） - SALU（ラッパー） - NakamuraEmi（シンガーソングライター） - 前田亘輝（TUBEボーカル） - ゆらぴこ（ソロアイドル） - 吉岡聖恵（いきものがかりボーカル） |

### スポーツ選手・ダンサー
| - 岩﨑恭平（元オリックス・バファローズ内野手） - 加藤響（横浜DeNAベイスターズ内野手） - 小宮山慎二（元阪神タイガース捕手） - 館山昌平（東京ヤクルトスワローズ投手） - 田中広輔（広島東洋カープ内野手） - 田中俊太（元横浜DeNAベイスターズ内野手） - 多村仁志（多村仁）（元中日ドラゴンズ外野手） - 原辰徳（元読売ジャイアンツ選手・監督） - 出生は福岡県大牟田市。相模原市出身と見なされることが多い。厚木市には小中学生時代に6年在住。 - 細川成也（中日ドラゴンズ外野手） - 幼少期に茨城県北茨城市へ転居。 - 三橋直樹（元横浜ベイスターズ投手） - 真田幸太（サッカー選手） - 茂庭照幸（元サッカー日本代表／セレッソ大阪） - ジャーメインアレクサンダー正 (はやぶさイレブン) - ジャーメイン良 (ベガルタ仙台) - 永里亜紗乃 (はやぶさイレブン) - 永里源気（はやぶさイレブン） - 永里優季（元なでしこジャパン／はやぶさイレブン） - 宮川大輔 (元セレッソ大阪/ザスパ草津)(元プロサッカー選手) | - 山田恵里（ソフトボール選手、アテネ五輪銅メダリスト、北京五輪・東京五輪金メダリスト） - 田久保郁美（車いすバスケットボール選手） - 井上陽子（プロゴルファー） - 斉藤愛璃（プロゴルファー） - 備前夕子（バレーボール選手） - 菅井円加（バレエダンサー） |